# Komako
Komako est un village du Cameroun situé dans le département du Haut-Nkam et la Région de l'Ouest. C'est une chefferie bamiléké qui fait partie de l'arrondissement de Bakou.

## Population
Lors du recensement de 2005, on y a dénombré 801 personnes.